# Boré Buika
Boré Kaita Masa Buika (Palma de Mallorca, 12 de agosto de 1980) es un actor español de ascendencia ecuatoguineana conocido popularmente por sus papeles de Terence Wilder en la serie El secreto de Puente Viejo y de Teodoro Okenve en la serie Mar de plástico. Es familiar de la cantante Concha Buika -prima-, del actor Armando Balboa Buika y del político Guillem Balboa Buika, alcalde de Alaró y coordinador del partido MÉS per Mallorca.

## Biografía
Nació el 12 de agosto de 1980 en el barrio palmesano de El Molinar. Boré se dio a conocer en la serie Aída, donde participó en un capítulo interpretando a Luisito en su etapa adulta mediante un flashback. Un año después se une a la serie diaria El secreto de Puente Viejo donde interpretaba a Terence Wilder, un hombre de raza negra que causó un gran furor entre la población. Terence era el marido de Soledad Castro (Alejandra Onieva), una mujer que viajando por el mundo lo conoció. 
A principios de 2014 deja su papel en la serie tras la marcha de Alejandra Onieva. En junio de 2015 se incorpora a la serie de Telecinco Anclados compartiendo reparto con Rossy de Palma, Miren Ibarguren, Fernando Gil, entre otros. Estuvo presente en su primera y única temporada y en ella interpretó a un joven guineano llamado Obama que llega al Ancla II junto con otros inmigrantes, estos son expulsados fuera del barco pero Obama se esconde y posteriormente empieza a trabajar en el barco. 
Tras la cancelación de Anclados se suma al reparto de la nueva serie de Antena 3 Mar de plástico con Pedro Casablanc, Rodolfo Sancho, Belén López, Lucho Fernández, entre otros. En ella interpreta a Teodoro Okenve —hermano de Fara— (Yaima Ramos) y de Khaled (Will Shepard) que viven en la localidad de Campoamargo donde se ha realizado un crimen sin ningún repulso, se conoce que estará presente en la segunda temporada de la ficción, pero que no contará con Yaima Ramos, actriz que interpreta a su hermana en la serie. Unos meses más tarde graba un capítulo de la nueva serie de La 1 llamada El Caso: Crónica de sucesos.
En el año 2016 graba su segundo largometraje tras Palmeras en la nieve llamado Villaviciosa de al lado compartiendo cartel y trama con actores y actrices del panorama español como Carmen Machi, Antonio Pagudo, Carmen Ruiz, Carlos Santos Rubio, Belén Cuesta, entre otros. Esta comedia dirigida por Nacho García Velilla ambientada en hechos reales narra la historia de un pueblo que un día se ve adinerado tras caer el premio gordo de la lotería, pero este premio gordo ha caído en nada más y nada menos que en el prostíbulo del pueblo, es decir, que todos los habitantes que tengan ese décimo han visitado alguna vez dicho bar y tendrán que dar más de una explicación a sus respectivas parejas. Dos semanas después se confirma que estará presente en la nueva película Señor, dame paciencia compartiendo rodajes con Jordi Sánchez, Silvia Alonso, Megan Montaner, entre otros.

## Filmografía

### Televisión
| Año         | Título                      | Cadena                | Personaje      | Episodios     |
| ----------- | --------------------------- | --------------------- | -------------- | ------------- |
| 2012        | Aída                        | Luisito de mayor      | Telecinco      | 1 episodio    |
| 2013 - 2014 | El secreto de Puente Viejo  | Terence Wilder        | Antena 3       | 150 episodios |
| 2015        | Anclados                    | Obama                 | Telecinco      | 6 episodios   |
| 2015 - 2016 | Mar de plástico             | Teodoro Okenve        | Antena 3       | 22 episodios  |
| 2016        | El Caso: Crónica de sucesos | Dylan Richardson      | TVE            | 1 episodio    |
| 2017        | El fin de la comedia        | Camello 1             | Comedy Central | 1 episodio    |
| 2018        | Capítulo 0                  | Kan Lan               | Movistar #0    | 2 episodios   |
| 2019        | Indetectables               | Homosexual preocupado | Atresplayer    | 1 episodio    |
| 2020        | Caronte                     | Adeyemi               | Prime Video    | 1 episodio    |
| 2020 - 2021 | Dos vidas                   | Mabalé                | TVE            | 185 episodios |
| 2021 - 2022 | Élite                       | Sebastián Abaga       | Netflix        | 10 episodios  |
| 2022        | Historias para no dormir    | Naim                  | Prime Video    | 1 episodio    |
| 2022        | Si lo hubiera sabido        | Andrés                | Netflix        | 7 episodios   |
| 2023        | La mesías                   | Francesc              | Movistar Plus+ | 4 episodios   |
| 2024        | Serrines, madera de actor   | Thornton              | Prime Video    | 1 episodio    |

### Largometrajes
| Año  | Título                   | Personaje      | Dirección                            |
| ---- | ------------------------ | -------------- | ------------------------------------ |
| 2004 | El chocolate del loro    |                | Ernesto Martín                       |
| 2015 | Palmeras en la nieve     | Gustavo        | Fernando González Molina             |
| 2016 | Villaviciosa de al lado  | Padre Benjamín | Nacho G. Velilla                     |
| 2017 | Señor, dame paciencia    | Eneko          | Álvaro Díaz Lorenzo                  |
| 2017 | La LEGO Ninjago película | Cole (voz)     | Charlie Bean, Paul Fisher, Bob Logan |
| 2019 | 4 latas                  | Sargento       | Gerardo Olivares                     |
| 2019 | Los Japón                | Tomi           | Álvaro Díaz Lorenzo                  |
| 2020 | La Lista de los Deseos   | Manu           | Álvaro Díaz Lorenzo                  |
| 2022 | Vienes o voy             | Hugo Durand    | Jaime Botella                        |
| 2023 | Duchess                  | Jono           | Neil Marshall                        |

### Cortometrajes
| Año  | Título                | Personaje    | Dirección           |
| ---- | --------------------- | ------------ | ------------------- |
| 2017 | Princesa de hielo     | Rey Baltasar | Pablo Guerrero      |
| 2018 | Puteados por el mundo | Juanma       | Álvaro Díaz Lorenzo |

### Teatro
| Obras     | Obras                                       | Obras      | Obras                                                                       |
| Año       | Título                                      | Papel      | Notas                                                                       |
| --------- | ------------------------------------------- | ---------- | --------------------------------------------------------------------------- |
| 2017-2019 | Clímax                                      |            | Papel principal, junto a Víctor Palmero, Berta Hernández y Alicia Fernández |
| 2018      | El curioso incidente del perro a medianoche | Sr. Shears | Papel secundario, junto a Álex Villazán, Marcial Álvarez y Mabel del Pozo   |

## Premios y nominaciones

### Premios de la Unión de Actores
| Año  | Categoría                    | Obra                       | Resultado |
| ---- | ---------------------------- | -------------------------- | --------- |
| 2015 | Mejor actor de reparto de TV | El secreto de Puente Viejo | Nominado  |